# Jerónimo Arroyo

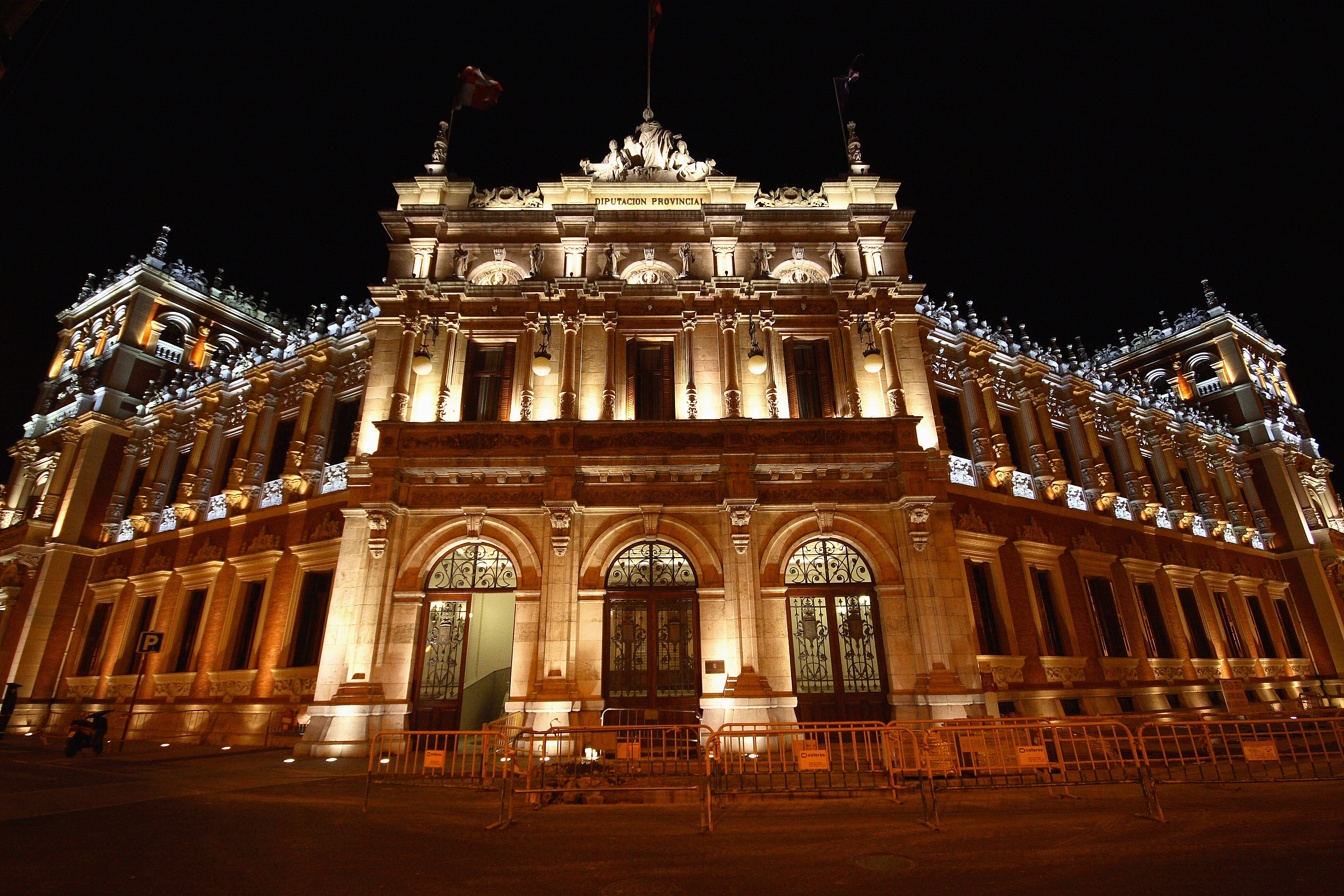
Palacio de la Diputación de Palencia de Jerónimo Arroyo.

Jerónimo Arroyo López (Palencia, 14 de enero de 1871- ibidem, 26 de marzo de 1946) fue un arquitecto, político, periodista y escultor español.

## Biografía
Nacido en la calle Mayor de Palencia, fue también el lugar en el que más obras arquitectónicas dejó. Sus obras corresponden al estilo modernista que conoció en Cataluña, donde estudió, lo que supuso para la ciudad de Palencia la difusión de un estilo arquitectónico novedoso a finales del siglo XIX y que tuvo un gran éxito e implantación en las grandes urbes. Arroyo consiguió un estilo personal que se caracterizaba por mezclar el Modernismo con elementos de tradición clásica (Neoplateresco, purismo) u otros más propios de la tradición castellana como el mudéjar.
Obtuvo el título de arquitecto en 1899 en Barcelona, donde había tenido como profesor a Lluís Domènech i Montaner. De regreso a su ciudad natal, ocupó el cargo de arquitecto municipal y diocesano, a la vez que se dedicaba a la docencia como profesor de dibujo en un instituto.
Llegó a ser presidente de la Electra Popular Vallisoletana y consejero delegado de la S.A. Teatro de la Zarzuela, entre otras actividades empresariales. En su faceta artística, prestó mucha atención al diseño de elementos arquitectónicos —piedra artificial, mosaicos, fundición, carpintería— dentro del Eclecticismo arquitectónico que practicó. Destacó también como escultor, siendo su obra más representativa la imagen de María Inmaculada, escultura en bronce muy naturalista que preside la plaza de su mismo nombre frente a la Catedral de Palencia. Cabe destacar que su hijo, Gaspar Arroyo (que ocupaba interinamente el puesto de ingeniero jefe del Cuerpo de bomberos) murió apagando un fuego producido el 24 de diciembre de 1966 en el Palacio de la Diputación de Palencia, edificio que había sido proyectado por su padre y que sin duda se considera la obra más monumental y señera del arquitecto.

## Obras destacadas

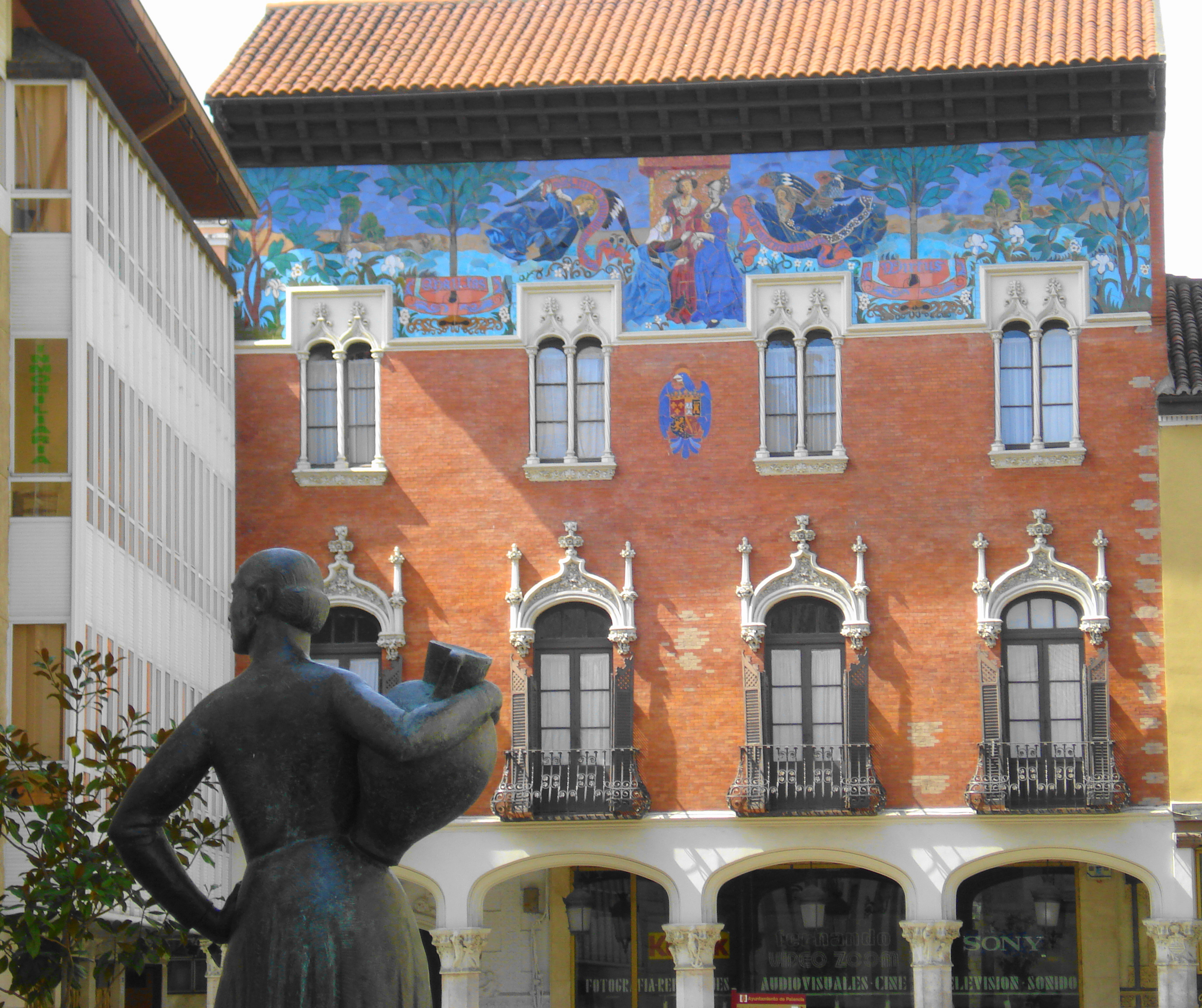
Colegio Villandrando en Palencia.

- Palacio de la Diputación de Palencia.
- Hospital de Santa Catarina (Saldaña)
- Rollo de Justicia en Cevico Navero.
- Obras en la Catedral de Palencia (de las que cabe destacar la llamada gárgola del fotógrafo).
- Reforma del Convento de las Agustinas Canónigas de Palencia.
- Sede del Consejo de Cuentas de Castilla y León. Enfrente del edificio se encuentra una estatua en bronce dedicada al arquitecto.
- Colegio Villandrando en Palencia.
- Ampliación del Edificio de la Electra Popular Vallisoletana.
- Instituto de Educación Secundaria "Jorge Manrique" de Palencia. En una de sus dependencias se conserva un museo dedicado al autor.
- Edificio de la Antigua Florida de Palencia (desaparecido).
- Palacio de Correos y Telégrafos de Valladolid.
- Casa del Príncipe de Valladolid.
- Centro de Salud "La Puebla" en Palencia.
- Casa de los Señores García Germán en Palencia.
- Estudios Arroyo y Gallego, en la calle Mayor de Palencia (sede de Patronato de Turismo).
- Numerosas casas particulares (chalet en la Fuente de la Salud de Palencia, entre otros).

Este conjunto de edificaciones situadas en la ciudad de Palencia, representa "el más importante conjunto de arquitectura modernista fuera de Cataluña".

## Homenajes, estudios y conmemoraciones
En el año 1996 se erigió en la entrada de la Plaza Mayor de Palencia una escultura conmemorativa, obra del escultor Luis Alonso Muñoz, representando la figura de Jerónimo Arroyo de pie, en ademán de dibujar la fachada de la Sede del Consejo de Cuentas de Castilla y León, edificio que el propio Arroyo diseñó.
En 1999, la Editora del Carrión publicó la monografía Jerónimo Arroyo López, Arquitecto, obra de José Antonio González Delgado y José Luis Hermoso Navascués. Gracias a esta publicación y a otros reconocimientos y homenajes, su figura ha vuelvo a ocupar un espacio destacable en la historia de la ciudad y la provincia, siendo hoy el más conocido arquitecto de la historia de Palencia.